# Robert Treat Paine
Robert Treat Paine (Boston, Massachusetts, América Británica; 11 de marzo de 1731 - 11 de mayo de 1814) fue abogado y político de Massachusetts; se desempeñó como el primer procurador general del estado, y se desempeñó como juez asociado de la Corte Suprema Judicial de Massachusetts. Más conocido como firmante de la Declaración de Independencia de los Estados Unidos como representante de Massachusetts.
Uno de los cinco hijos del Reverendo Thomas Paine y Eunice Treat. Su padre era Pastor de la  Iglesia Bautista Franklin Road en Weymouth, pero se mudó con su familia a Boston en 1730 y se convirtió en comerciante allí.
Paine asistió a la Boston Latin School y a la edad de catorce (14) años ingresó en el Harvard College, institución de la cual se graduó en 1749 a la edad de dieciocho (18) años. Posteriormente, se dedicó a la enseñanza durante varios años en el Boston Latin en Lunenburg (Massachusetts). También intentó una carrera de comerciante con viajes a las Islas Carolinas, las Azores y España, así como un viaje de caza de ballenas en Groenlandia. Comenzó el estudio de derecho en 1755 con el primo de su madre en Lancaster, Massachusetts. Paine no tuvo éxito en ganar la comisión de un oficial en ese regimiento y se ofreció a servir como capellán. Cuando regresó de una breve campaña militar en Lake George (la Expedición Crown Point), predicó ocasionalmente y regresó a sus estudios legales. En 1756 regresó a Boston para continuar sus preparativos legales con Samuel Prat, y fue admitido en el colegio de abogados en 1757. Primero consideró establecer su práctica legal en Portland (Maine), pero en cambio se mudó a Taunton (Massachusetts) en 1761 y luego regreso a Boston en 1780.